# Бито, Сендлей
Сендлей Сидней Бито (нидерл. Sendley Sidney Bito, МФА: [ˈsɛndli ˈsɪdni ˈbitoː]; 20 июля 1983, Нидерланды) — нидерландский футболист, нападающий клуба «Хубентут Фортуна».

## Биография

### Клубная карьера
Его отец также играл в футбол. Бито в начале занимался лёгкой атлетикой, а вскоре стал играть в футбол на Карибских островах. Чтобы продолжить карьерный рост он переехал в Нидерланды. Выступал за юношескую команду амстердамского «Аякса» и после перешёл в стан роттердамской «Спарты». Летом 2006 года выступал за команду свободных агентов «ВВКС».
В августе 2006 года перешёл в алчевскую «Сталь», Сендлей взял себе 18 номер. Одним из главных факторов его перехода в «Сталь», стала работа на посту главного тренера нидерландца Тона Каанена. В Высшей лиге Бито дебютировал 20 августа 2006 года в выездном матче против полтавской «Ворсклы» (1:0), Сендлей начал матч в основе, но на 76 минуте его заменил Сергей Грибанов. Всего в сезоне 2006/07 Бито провёл 23 матча и забил 3 гола («Харькову», «Таврии» и «Арсеналу»), а «Сталь» по итогам сезона заняла последние 16 место и вылетала в Первую лигу.
Летом 2007 года подписал трёхлетний контракт с киевским «Арсеналом», хотя у него были предложения и от других клубов. В команде дебютировал 15 июля 2007 года в матче против донецкого «Металлурга» (1:3), Бито вышел на 51 минуте вместо Сергея Кузнецова. В июне 2009 года находился в составе мальтийской «Валлетты». Бито провёл в команде 1 матч 22 июня 2009 года против «Хибернианса» (2:0). Вскоре из-за судебных разбирательств покинул клуб, вместе с Леоном Кантелбергом. В конце августа 2009 года был отдан в аренду в ужгородское «Закарпатье». В команде провёл полгода и сыграл 5 матчей в Премьер-лиге. Зимой 2010 года вернулся в «Арсенал». В мае 2010 года получил статус свободного агента, вместе с другими легионерами «Арсенала» — Жоземаром и Эссола.
В сентябре 2010 года подписал контракт с симферопольской «Таврией», по схеме 1+1. Бито взял себе 23 номер. В составе «Таврии» он провёл всего 2 матча в чемпионате Украины. В январе 2011 года был переведён в молодёжный состав команды и начал поиски нового место работы. Вместе с молодёжкой выиграл турнир "Крымский подснежник". В марте 2011 года Бито получил статус свободного агента.
Проведя год без клуба, Бито в 2013 году подписал контракт с иранским «Фаджр Сепаси».

### Карьера в сборной
В январе 2008 года появилась информация что Бито вызвали в национальную сборную Нидерландов. Но информация оказалось ошибочной, на самом деле его вызвали в сборную Нидерландских Антильских островов. В сборный Нидерландских Антильских островов дебютировал 27 марта 2008 года в домашнем матче против Никарагуа (2:0).

## Личная жизнь
Бито родился в Нидерландах, но его родители родом с Нидерландских Антильских островов. Женат, вместе воспитывают дочь.
Бито принял участие в съёмках журнала Playboy в 2007 году, вместе с другими игроками киевского «Арсенала».